# Limba (Sprache, Sierra Leone)
Limba ist eine westatlantische Sprache in Sierra Leone, die vom gleichnamigen Volk gesprochen wird. Sie wird dort als Hauptsprache von etwa 380.000 Menschen (Stand 2015) genutzt.
Die östliche Varietät, die vor allem in Guinea gesprochen wird, unterscheidet sich relativ stark von der westzentralen Varietät.